# Landtagswahl in Liechtenstein 1978
- VU: 8
- FBP: 7

Die Landtagswahl in Liechtenstein 1978 fand am 3. Februar 1978 statt und war die reguläre Wahl der Legislative des Fürstentums Liechtenstein. Hierbei wurden alle 15 Abgeordneten des Landtags des Fürstentums Liechtenstein in den beiden Wahlkreisen Ober- und Unterland vom Landesvolk gewählt.

## Ausgangslage
Bei der Landtagswahl im Februar 1974 erreichte die Fortschrittliche Bürgerpartei in Liechtenstein 47,51 %, die Vaterländische Union 50,01 % und die Christlich-soziale Partei Liechtensteins 2,53 % der abgegebenen Stimmen. 

## Wahlergebnis
Von 4879 Wahlberechtigten nahmen 4670 Personen an der Wahl teil (95,7 %). Von den abgegebenen Stimmen waren 4625 gültig. Die Stimmen und Mandate verteilten sich in den beiden Wahlkreisen – Oberland und Unterland – wie folgt:
| Partei                              | Stimmen  | Stimmen   | Stimmen   | Stimmen       | Sitze    | Sitze     | Sitze     |
| ----------------------------------- | -------- | --------- | --------- | ------------- | -------- | --------- | --------- |
| Partei                              | Oberland | Unterland | insgesamt | Stimmenanteil | Oberland | Unterland | insgesamt |
| Fortschrittliche Bürgerpartei (FBP) | 14'040   | 4'832     | 18'872    | 50,85 %       | 4        | 3         | 7         |
| Vaterländische Union (VU)           | 14'058   | 4'186     | 18'244    | 49,15 %       | 5        | 3         | 8         |